# محمد علي اليعقوبي الحلي
محمد علي بن يعقوب بن جعفر اليعقوبي (30 يناير 1896 - 16 أكتوبر 1965) كاتب وشاعر وعالم أدبي عراقي. ولد في النجف ونشأ في مدينة الحلة. تلقى تعليمه الأولي في مدينة الحلّة، ثم درس الأدب والشعر والخطابة على والده، ودرس الفقه والأصول والتفسير والنقد والتاريخ والأدب على بعض العلماء وتنقّل بينها وبين الكوفة والسماوة والبصرة. زاول الخطابة المنبرية، كما ألقى محاضرات في الأدب والنقد والتاريخ. كان عضوًا مؤسسًا لجمعية الرابطة الأدبية في النجف عام 1932، كما انتخب عميدًا لها حتى وفاته. له البابليّات في أربعة أجزاء في تراجم شعراء الحلة، وديوان اليعقوبي وديوان آخر بعنوان الذخائر ووقائع الأيام أهم الأحداث اليومية.

## سيرته
ولد محمد علي بن يعقوب بن جعفر بن إبراهيم الحلي في 15 رمضان 1313/ 30 يناير 1896 ونشأ فيها وفي الحلة برعاية والده الخطيب والواعظ الشهير. قرأ القرآن على يد السيد سليمان وتوت، وكان عندما يختار له والده القصيدة يحفظها، وينشدها في الجامع الذي يصلي فيه الإمام محمد القزويني، بمحضر من المصلين.

درس اليعقوبي على محمد حسن أبي المحاسن وتخرج عليه، ثم هاجر إلى السماوة، وارتقى في الخطابة، وبعدها انتقل إلى الحيرة (الكوفة)، فمكث بها إلى 1923، واشتهر في المدن العراقية، وصار لمنبره وزن كبير. أجازه كبار العلماء منهم محمد حسين آل كاشف الغطاء وآقا بزرك الطهراني، وصدر الدين الصدر الكاظمي، وحسين القزويني الحائري، وهبة الدين الشهرستاني.

توفي في فجر يوم الأحد 21 جمادي الثانية 1385 هـ/ 16 أكتوبر 1965 في النجف ودفن فيها.

## شعره
ذكره عبد العزيز البابطين في معجمه وقال «شعره غزير، تناول أغراضًا عديدة فيها روح التجديد، فهو من رواد النهضة الأدبية الحديثة في العراق، تناول شعره مختلف الأغراض الدينية والقومية والاجتماعية، ويغلب على شعره الدعوة الإصلاحية، له ثنائيات أكثر انتشارًا وتداولاً لعفويتها وسخريتها السياسية اللاذعة. أولى القضية الفلسطينية عناية خاصة فأوقف كثيرًا من شعره عليها. شعره حسن السبك، متين الأسلوب، ولغته سلسة تميل إلى التقرير، ويهتم بمعانيه وموضوعاته فهي واضحة متعددة، أما بلاغته فتقليدية.» 

## مؤلفاته
له عدة دواوين مطبوعة، منها
- الذخائر، في مدح أهل البيت، 1950
- ديوان اليعقوبي، الجزء الأول، 1957،
- جهاد المغرب العربي 1960،
- المقصورة العلية في السيرة العلوية، 1978

وله ديوان مخطوط بعنوان ديوان اليعقوبي الجزء الثاني.